# 台灣人權聯盟

紅黨時期黨徽

台灣人權聯盟，初名紅黨，成立於2007年10月14日，是中華民國的一個政黨。創立者多為2006年倒扁活動紅衫軍的核心幹部，所以許多人將之視為紅衫軍的政黨。
2015年5月21日，黨名改易為「台灣人權聯盟」。
2019年11月11日，政黨解散。

## 歷史
2007年10月14日，陳耀昌、楊玉欣、姚立明、魏耀乾及張富忠等人宣佈成立紅黨。紅黨創黨主席陳耀昌認為，紅黨的創立，係「以重新喚醒台灣人民生命的熱情，帶給台灣人民喜樂為己任；透過反貪腐、反黑金、照顧弱勢、開放兩岸自由貿易，希望建立自由、民主、理性之公民社會」，堅持紅衫軍反貪腐的理念，將台灣建設為自由島，建立一個跨越藍綠、反對惡鬥的和平政黨。
2007年10月23日，中華民國內政部正式上網公告紅黨核備成立案，紅黨成為中華民國第一百三十三號政黨；內政部官員透露，紅黨以提供藍綠以外新選擇為宗旨，成立當天都是學生，看不出與紅衫軍有關。
2007年11月25日，紅黨舉辦成立酒會，宣佈參加第7屆立法委員選舉，並推出7名不分區立法委員候選人楊玉欣、姚立明、陳耀昌、胡德夫、黃惠君、宗景宜、魏耀乾，是所有政黨提名的女性候選人比例最高的政黨。
2007年12月29日，紅黨在台北市凱達格蘭大道舉辦群眾集會，邀請施明德、曹興誠探討兩岸關係、經濟等議題，此次活動也是紅黨創黨以來首次的戶外大型活動。2008年1月12日的第七屆立法委員選舉結果，紅黨獲得七萬七千多票，占所有政黨票的0.79％。
2008年中華民國總統選舉，紅黨支持民主進步黨長昌配，拒絕中國國民黨一黨獨大。在國民黨執政後，陳耀昌在監察委員選舉中中箭落馬。2009年臺北市第六選舉區立法委員缺額補選，紅黨秘書長姚立明出戰，以無黨籍受新黨、紅黨推薦參選；總統馬英九親自為蔣乃辛站台，表示「國民黨團結不一定贏，分裂一定輸」，邱毅也說「分裂後，民進黨得利，陳水扁復活」；選舉結果，姚立明得票九千三百票，佔一成。
2011年，紅黨改名為台灣國民會議。2015年5月21日，再度改名為台灣人權聯盟。
2019年11月11日解散。

## 黨綱
在紅黨時期，黨綱要點如下：
| “ | 1. 反貪腐，要陽光。 2. 反撕裂，要包容。 3. 反對立，要和平。 4. 反鴨霸，要分享。 5. 尊重生命，打造無障礙社會。 6. 精簡官僚，建立小而美政府。 7. 迎戰全球化，邁向自由島。 | ” |

臺灣國民會議為一理念平台，期解決目前藍綠對立內耗，有權力、無理想；有鬥爭、無包容的困境。建構含納各社會力量及進步議題的平台，以和解為基礎，凝聚共識。設代表人，而非黨主席；各候選人則為理念之代言人。
本黨的核心價值為自由、平等、博愛。
本黨誓言建設台灣成為民有、民治、民享的大社會。
本黨同志應信守國家、責任、榮譽為行為準則。
本黨同志應致力於化解國家內部的仇恨對立，開啟大和解的新時代。

## 2012年立法委員選舉

### 不分區名單
在2012年立法委員（第八屆）選舉中，台灣國民會議提名不分區名單如下：
| 姓名   | 備註                                                                               |
| ------ | ---------------------------------------------------------------------------------- |
| 陳嘉君 | 法國巴黎第五大學文化社會學碩士，施明德的太太，曾參與野百合學運及百萬人民反貪腐運動 |
| 姚立明 | 法學博士，文化大學行政管理系教授，前立法委員                                       |
| 張裕泰 | 抗SARS英雄，日本醫學博士，路竹會創始會員                                           |
| 許達夫 | 抗癌英雄，知名腦神經外科醫師，白色恐怖被槍決者許強之獨子                           |
| 黃惠君 | 法國巴黎第五大學文化與溝通社會學博士候選人，瘋綠電行動聯盟發起人，博物館策展人     |

### 政黨政見
- 我們沒有「總統候選人」，但是，我們有一群總統級的「問政顧問團」來引領台灣的大政方向。
- 我們不想奪取政權，但是，我們誓言成為國家的白血球。
- 我們主張：

| “ | 1. 國家應改變能源結構，全力開發風力、太陽能、地熱、洋流等再生能源，逐漸走向非核目標，預防「福島核災」在台灣上演，導致國家滅亡。 2. 外勞薪資與本勞脫鈎，開放家庭幫傭；取消雇用年限，使國家更有競爭力。 3. 大量興建只租不售的社會住宅，使年輕人以及中下收入家庭享有「居住正義權」。 4. 發展技術與職業教育，讓教育與就業市場接軌。 5. 反貪腐，制定「有效」的財產來源不明罪，防堵政客藉「政治獻金」行貪污之實。取消縣市首長、總統參選人補助金制度，結束大牌政客參選致富的惡法。 6. 同性婚姻合法化。 7. 大麻除罪化。 8. 維護中華民國現行國家體制。台灣就是中華民國，中華民國就是台灣。 9. 台美關係是台灣安全的重要基石，在呵護「台灣關係法」的前提下，減少軍事和外交開支，杜絕政府機構浪費，移作社會福利經費。 10. 持續豐富「ECFA」的內容，推動更大幅度開放兩岸經貿、旅遊、和文化交往，促使台灣人民與中國人民和平共處，共謀其利。 11. 台灣應積極努力和其他大貿易區或國家，簽訂「自由貿易協定」，擴大市場，分散風險。 | ” |

- 我們誠懇地呼籲2012總統當選人於大選後，召開「台灣國民會議」，凝聚台灣共識，組織「大聯合政府」化解藍綠對立和族群撕裂，使國家逐漸邁向「內閣制」。我們只有一個台灣，和解、包容、互尊是我們唯一的出路。

### 選舉結果
區域立委候選人無人當選，不分區政黨票得票數為118,632，得票率為0.9013%，未跨過5%的門檻。

## 爭議
臺灣國民會議2011年以同志政見宣傳，遭到長期關心同志議題、這次同樣爭取政黨票的台灣綠黨支持者以「施明德沒有資格談同志問題」質疑（施明德曾以性取向作為議題批評單身未婚的民主進步黨主席蔡英文），臺灣國民會議則發出公開信公開挑戰綠黨的同志政見。